# 上海滑稽剧团
上海滑稽剧团简称上滑，是中华人民共和国上海市的滑稽戏表演团体，隶属于上海广播电视台。

## 历史沿革
1978年1月，原上海人民艺术剧院滑稽剧团、上海人民艺术剧院方言话剧团和其他戏曲团体的部分成员组建上海曲艺剧团，1985年1月改名为上海滑稽剧团。

## 主要演员
姚慕双、周柏春、袁一灵、严顺开、吴双艺、童双春、王双庆、翁双杰、李青、龚伯康，钱程、秦雷、顾竹君、胡晴云